# Кобб, Тай
Тайрус Рэймонд Тай Кобб (англ. Tyrus Raymond "Ty" Cobb, 18 декабря 1886 — 17 июля 1961) — американский профессиональный бейсболист, выступавший в Главной лиге бейсбола на позиции аутфилдера. Кобб родился в небольшом фермерском сообществе Нэрроус (штат Джорджия), которое в то время не имело статуса ни города, ни деревни. Большую часть своей профессиональной карьеры он провёл в клубе «Детройт Тайгерс», причем последние шесть лет в качестве играющего менеджера. Карьеру Кобб закончил в клубе «Филадельфия Атлетикс». В 1936 году Кобб получил больше всех голосов, 222 из 226 возможных, в голосовании на ввод в бейсбольный Зал славы.
За свою карьеру Кобб установил 90 рекордов МЛБ, причём на 2013 год он до сих пор удерживает ряд рекордов, включая рекорд по среднему проценту отбивания за карьеру (36,6 или 36,7 в зависимости от источника) и по количеству титулов чемпиона лиги по отбиванию — 11 (или 12 в зависимости от источников). Более пятидесяти лет он удерживал такие рекорды, как количество хитов за карьеру, который был побит только в 1985 году, количеству ранов за карьеру до 2001 года, количеству сыгранных игр за карьеру и количеству выходов на биту до 1974 года и количеству украденных баз до 1977 года. Ему до сих пор принадлежит рекорд по количеству украденных домашних баз — 54.
По окончании игровой карьеры Кобб учредил университетскую стипендию для жителей Джорджии, которая финансировалась из его инвестиций в компании Coca-Cola и General Motors.

## Ранняя жизнь
Тай Кобб родился в 1886 году в небольшом сельском сообществе фермеров Нэрроус (штат Джорджия), которое на то время не имело статуса ни города, ни деревни. Тай стал первым из трёх детей Уильяма Хершиля Кобба (1863—1905) и Аманды Читвуд Кобб (1871—1936). Первыми бейсбольными командами у Кобба были «Ройстон Ромперс», «Ройстон Редс» и «Августа Туристс» из Южно-атлантической лиги, последняя из которых уволила Тайа уже через два дня. Уйдя из «Туристс», Кобб попробовал свои силы в «Эннистон Стиллерз» — полупрофессиональной команде из Теннесси-Алабамской лиги. Уходя в эту команду он получил от отца такое напутствие: «Не возвращайся с неудачей». В новой команде Коббу платили 50 долларов в месяц. Играя в «Стиллерз» Тай стал писать письма, подписывая их разными именами, спортивному редактору Atlanta Journal Грентленду Райсу. Эти действия не остались незамеченными, и, однажды, Райс написал небольшую заметку, в которой говорилось «молодой парень Кобб, кажется демонстрирует недюжинный талант». В «Стиллерз» Кобб провёл три месяца, после чего вернулся в «Туристс», где отыграл до конца сезона 35 матчей с процентом отбивания 23,7. В августе 1905 года руководство «Туристс» продало Кобба в клуб Американской лиги «Детройт Тайгерс» за 750 долларов.